# Alvania jeffreysi
Alvania jeffreysi är en snäckart som först beskrevs av Waller 1864.  Alvania jeffreysi ingår i släktet Alvania och familjen Rissoidae. Enligt den svenska rödlistan är arten otillräckligt studerad i Sverige. Arten förekommer i Götaland. Artens livsmiljö är havet. Inga underarter finns listade i Catalogue of Life.